# Redutowa (zajezdnia autobusowa)
Zajezdnia „Redutowa”, właśc. Oddział Przewozów R-5 „Redutowa“ – nieczynna zajezdnia autobusowa należąca do Miejskich Zakładów Autobusowych w Warszawie. Znajduje się przy ul. Redutowej 27 w dzielnicy Wola.

## Historia
Zajezdnia powstała 12 marca 1961 r. Początkowo eksploatowała autobusy marki Chausson, później Jelcz 272 MEX i Jelcz 021. Ostatni „ogórek” opuścił R-6 w 1980 r. Od października 1977 r. do końca 1986 roku eksploatowano autobusy Jelcz PR110U (nr taborowe 5200-5408). W sierpniu 1979 r. do zajezdni przybyły pierwsze Ikarusy 280, a we wrześniu 1983 r. - Ikarusy 260.
W nowym systemie organizacji taboru MZA, zajezdnia specjalizowała się w pojazdach marki Jelcz. Od września 2008 roku w związku z dostawami Solarisów Urbino 12 III (20 szt.) i 18 III (50 szt.), 40 szt. Ikarusów musiało ustąpić miejsca nowym nabytkom poprzez przenosiny do innych zakładów MZA. Drugi plac przy ulicy Norwida zajmowały kasowane autobusy z innych zakładów. W 2013 roku zajezdnia została wygaszona.
W czerwcu 2019 roku na terenie zajezdni odbyła się seria koncertów w ramach H&M Loves Music 2019.
Zajezdnia ma zostać reaktywowana i przebudowana w związku z zakupem przez Miejskie Zakłady Autobusowe nowego taboru elektrycznego.

### Tabor (stan przed wygaszeniem zajezdni)[5]
| Typ autobusu                                         | przewóz osób na wózkach                              | Liczba |
| ---------------------------------------------------- | ---------------------------------------------------- | ------ |
| Jelcz 120MM/1                                        |                                                      | 3      |
| Jelcz M121M                                          | przewóz osób na wózkach                              | 61     |
| Jelcz M181M                                          | przewóz osób na wózkach                              | 18     |
| Solaris Urbino 12 III                                | przewóz osób na wózkach                              | 5      |
| Solaris Urbino 18 III                                | przewóz osób na wózkach                              | 18     |
| Wszystkie pojazdy                                    | Wszystkie pojazdy                                    | 105    |
| Udział autobusów niskopodłogowych i niskowejściowych | Udział autobusów niskopodłogowych i niskowejściowych | 97,2%  |